# Ben Foakes
Benjamin Thomas Foakes (* 15. Februar 1993 in Colchester, Vereinigtes Königreich) ist ein englischer Cricketspieler, der seit 2018 für die englische Nationalmannschaft spielt.

## Kindheit und Ausbildung
Foakes ist der Sohn des Fußball-Schiedsrichters Peter Foakes. Er war Teil des englischen Teams bei der ICC U19-Cricket-Weltmeisterschaft 2012 und konnte dabei als bester Batter seines Teams herausragen.

## Aktive Karriere

### Anfänge in der Nationalmannschaft
Foakes gab sein First-Class-Debüt für Essex bei einem Tour Match gegen Sri Lanka in der Saison 2011. Für Essex spielte er in den folgenden Jahren vornehmlich als Batter, da er sich nicht gegen James Foster als Wicket-Keeper durchsetzen konnte. Er fiel dem Verantwortlichen als potentieller Nationalmannschaftskandidat früh auf und wurde auf die Tour der englischen A-Nationalmannschaft nach Australien im Winter 2012/13 mitgenommen. Im Saison 2013/14 war er zusammen mit Jonny Bairstow bei den Colts in Sri Lanka. Zur Saison 2015 verließ er Essex und ging nach Surrey. Dort konnte er sich in der Folge durchsetzen, so dass seine Konkurrenten den Club verließen. In 2017 folgte eine später berühmt gewordene Einschätzung über ihn durch den Direktor of Cricket von Surrey, Alec Stewart, die ihn als besten Wicket-keeper der Welt einordnete. Für die Ashes Tour 2017/18 wurde er hinter Jonny Bairstow erstmals für die Nationalmannschaft nominiert.
Nachdem sich Bairstow im Jahr darauf verletzt hatte, war er im Kader für die Tour in Sri Lanka, jedoch hatte er mit Jos Buttler abermals einen Konkurrenten um den Wicket-Keeper-Posten. Doch konnte er sich durchsetzen und gab im ersten Test der Tour sein Debüt. Dabei erzielte er ein Century über 107 Runs aus 202 Bällen und wurde als Spieler des Spiels ausgezeichnet. Im zweiten Test konnte er ein weiteres Fifty über 65* Runs erzielen. Im Januar konnte er auch in den West Indies sich im Test-Kader halten, Schnitt dort jedoch nicht überzeugend als Batter ab und wurde aus dem Kader gestrichen. Im folgenden Sommer absolvierte er, nachdem sich Sam Billings verletzt hatte, sein ODI-Debüt in Irland, wobei ihm ein Fifty über 61* Runs gelang und er als Spieler des Spiels ausgezeichnet wurde. Zwei Tage später folgte sein Twenty20-Debüt gegen Pakistan. Es sollten seine einzigen beiden Einsätze in den kurzen Formaten für das Nationalteam bleiben.

### Kurze Phase als regulärer Wicket-Keeper
Im Februar 2020 wurde er zurück in den Test-Kader berufen, doch wurde die Tour in Sri Lanka aufgrund der COVID-19-Pandemie abgebrochen. Im Februar 2021 folgte seine nächste berufung als Jos Buttler eine Pause aufgrund der unter Quarantäne-Bedingungen stattfindenden Tour in Indien zugestanden wurde. Jedoch konnte er hier nicht am Schlag überzeugen. Im Mai verletzte er sich am Oberschenkel und musste mehrere Monate aussetzen. Im Dezember spielte er dann für die englischen Lions in Australien. Er kam dann in den West Indies im März 2022 wieder zurück ins Test-Team, als seine Konkurrenten entweder im Fall von Bairstow als Batter-Spezialist im Team verblieb, oder im Fall von Buttler und Billings aus dem Kader gestrichen wurden. Im Sommer erzielte er zunächst ein Fifty (56) gegen Neuseeland und dann ein Century über 113* Runs aus 217 Bällen im zweiten Test gegen Südafrika.
Doch erhielt er mit Ollie Pope im Winter bei der Tour in Pakistan einen weiteren Konkurrenten um die Rolle des Wicket-Keepers. Bei seinem einzigen Einsatz erzielte er ein Fifty über 64 Runs. Ein weiteres Fifty (51 Runs) folgte in Neuseeland im Februar 2023. Nach einer mäßig verlaufenden Tour in Indien kam der langfristig verletzte Bairstow wieder zurück ins Team und Foakes verlor daraufhin seinen Platz im Kader. Kurz darauf wurde er als einer der fünf Wisden Cricketers of the Year ausgezeichnet. Im Sommer 2024 erhielt er mit seinem Team-Kollegen in Surrey, Jamie Smith, einen weiteren Konkurrenten, der vor ihm im Nationalteam seinen Platz einnahm.